# Exit Through the Kwik-E-Mart
«Exit Through the Kwik-E-Mart» (укр. «Вихід через „Квікі-Март“») — п'ятнадцята серія двадцять третього сезону мультсеріалу «Сімпсони», прем'єра якої відбулась 4 березня 2012 року у США на телеканалі «Fox».

## Сюжет
Ліса нагадує Гомерові, що завтра день народження Мардж, щоб він встигнув купити їй подарунок останньої миті. Однак, на здивування доньки, Гомер оголошує, що вже купив подарунок ― найсучасніший кухонний комбайн. Ліса каже, що мамі зрадіє подарунку, але Гомер каже, що не ще не все, тому що сьогодні він отримає автограф самої «жіночки з коробки» (Поли Пол).
Для отримання автографа Гомер з дітьми йде до магазину «Міняйло Джек». Крамниця Сімпсонам дуже сподобалася, тож Гомер каже, що сім'я більше не буде робити покупки у «Квікі-Марті». У цей час з'являється Апу, який дорікає і покупцям «Міняйла Джека», і продавцям. Гомер протестує і вступає в бійку Апу. Останній майже перемагає, але його стримують і виводять двоє співробітників крамниці.
Гомер підписує свій кухонний комбайн у Поли Пол. Коли вона дізнається, що це подарунок на день народження, то пропонує передзвонити Мардж наживо з її шоу та привітати її.
У день народження Мардж отримує подарунки: фартух із сарнетом від Ліси, кролика від Барта, і перед тим, як Мардж відкриє подарунок Гомера, він просить підійти до телефону, щоб це був її найдивовижніший день народження. Після довгого часу очікування телефонного дзвінка немає… Гомер лютує. Він сам хоче подзвонити Полі, поскаржитись, але телефон не працює. Він бачить, що телефонний кабель пожовано і розуміє, що це зробив кролик, якого подарував Барт. Ліса припускає, що Пола могла залишити повідомлення на «голосовій пошті». Так і є: Пола кількаразово наживо з її шоу телефонувала, але Мардж не було. Згодом вона з авдиторією злиться на Мардж за те, що вона виставила її дурепою.
Після того, як Мардж розчаровано піднялася нагору, Гомер намагається не задушити Барта (це ж день народження його матері). Натомість, він каже хлопцеві залізти у кролячу клітку.
Пізніше в будиночку на дереві Барт робить трафарет із зображенням Гомера і підписом «Дупель» (англ. «Dope»). З допомогою Мілгауса він розклеює плакати, малює графіті з «Дуплем» по всьому місту.
Наступного ранку Гомер їде на роботу і бачить повсюди плакати «Дупель», не впізнавши себе. Поліція нічого не знає про вандалізм, але обіцяє розслідувати його.
Тим часом у «Міняйлі Джека» тепер працює Гадюка. До нього приходить Апу, який намагається пограбувати магазин, через який у «Квікі-Марті» впали продажі. Гадюка заспокоює його, і він не робить цього.
У будиночку на дереві Барт і Мілгаус готуються вчинити нові мистецькі вандалізми. Коли вони проходять у провулку, їх помітили четверо людей — вуличні художники. Шепард Фейрі розмовляє з Бартом і запитує, чи можуть вони організувати галерею для його вуличного мистецтва. Барт згадує, що зробив з ним Гомер, і погоджується.
Коли Апу назавжди закриває свій магазин, приходить Манджула. Вона каже йому, що «Міняйло Джей» закривається. Причина цього в тому, що вся їхня продукція виготовлена з мавп, зібраних на вулицях Бразилії.
Гомер показує Барту плакат «Дупеля» і каже, що він схожий на нього. Барт нереалістично хихикає. У цей час Мілгаус підбігає до нього з плакатом для його художньої виставки. Барт каже Мілгаусу не бути таким голосним, інакше Гомер може зрозуміти, що «Дупель» — це він. Гомер чує це… Він душить Барта, але, який сенс, — рідний син його не поважає, тож Гомер сумно виходить з кімнати.
Під час виставки Барта людей зацікавлюють його творіння, але Гомер не виходить з машини. Барт підходить до машини і хоче, щоб той знав, що він відчуває, і каже: «кажуть, що зображення варте тисячі слів» — графіті «Вибач» на машині Гомера. Повернувшись до галереї, Барт дякує працівникам галереї, а вони дякують йому за свіжий, новий голос. Його перебиває шеф Віґґам, під прикриттям експоната. Він повідомляє хлопчику, що мистецька виставка була лише способом схопити Барта. Хлопчик запитує, хто повідомив поліцію, і вони кажуть, що це був їхній офіцер під прикриттям Шепард Фейрі. Перед арештом Мардж запитує, чи можна покарати Барта, окрім відправки до в'язниці? Гомер вірить, що він має відповідь у кузові своєї машини…
Покарання Барта полягає в тому, що він сидить у кролячій клітці і підписує людям листівки. Барт каже Віґґаму, що йому потрібно в туалет, і той накриває клітку ганчіркою. Коли Кленсі знімає простирадло, Барта вже не було, а на тканині було намальоване глузливе графіті.

## Виробництво
Графіті із зображенням обличчя Гомера та словом «дупель», яке Барт створює в серії, є відсиланням до творів запрошеної зірки, митця Шепарда Фейрі: плакатів Барака Обами зі словом «Hope» (укр. «надія») і зображень «Andre the Giant Has a Posse» зі словом «Obey» (укр. «підкорись») Фейрі згадує роботи в епізоді.
Фейрі сказав, що «Сімпсони» були одним із його улюблених телешоу з початку 1990-х через «поєднання гумору та соціальних коментарів», і те, що його включили в епізод, для нього було «великою честю». Фейрі написав на своєму вебсайті, що «частина того, що ти береш участь у „Сімпсонах“, полягає в тому, що тебе шанують як орієнтир у культурі». Він описав сюжет серії як «чудовий», додавши, що творча команда серіалу «були люб'язні, щоб задовольнити пару моїх пропозицій щодо діалогів, спрямованих на те, щоб зробити соціальний коментар більш гострим (хоча мені довелося висміювати себе)».
Ніколас Маккейг, відомий на «YouTube» завантажуванням акапельних каверів на відомі пісні, виконав музичну тему «Сімпсонів» у кінцевих титрах. Його запросили після того, як член творчої команди побачив цей кавер.

## Цікаві факти і культурні відсилання
- Назва серії ― відсилання до документального фільма 2010 року «Вихід через сувенірну крамницю» (англ. «Exit Through the Gift Shop») вуличного художника Бенксі[5].
  - Під час монтажу, коли Барт розмальовує Спрінґфілд грає музична тема фільма — пісня «Tonight The Streets Are Ours» Річарда Гоулі[5].

## Ставлення критиків і глядачів
Під час прем'єри серію переглянули 5,09 млн осіб з рейтингом 2.5, що зробило її найпопулярнішим шоу на каналі «Fox» тієї ночі, після «Сім'янина».
Гейден Чайлдс з «The A.V. Club» дав серії оцінку B, сказавши, що серія була «дещо кумедною і набагато послідовнішою, ніж багато останніх епізодів, але сатира відносно м1яка. Епізод трохи згортається, у пошуках приємного кінця, але в іншому він досить міцний».
Тереза Лопес з «TV Fanatic» дала серії три з п'яти зірок, сказавши, що, «серія мала цікаву передумову, але зрештою не могла викликати сміху».
Згідно з голосуванням на сайті The NoHomers Club більшість фанатів оцінили серію на 4/5 із середньою оцінкою 3,02/5.